# كشمش أبيض
الكشمش الأبيض (Whitecurrant) هو أيضًا أحد أصناف الكشمش الأحمر (redcurrant) المشتركة.
يعتبر الكشمش الأبيض (white currant)، يسمى أحيانًا بالكشمش الزهري أو الأصفر، أحد أعضاء جنس الكشمش (Ribes). لون الزهور فستقي شاحب، ينضج داخل توتة شفافة بلون وردي إلى أبيض أو شفاف تمامًا مع مسحة مائلة إلى الخضرة.

## الأبيض والأحمر
حجم الكشمش الأبيض أصغر قليلا وأحلى من الكشمش الأحمر وتستخدم أحيانا لصنع المربى «الوردية» والهلام (خليط من الأبيض والأحمر). يعد الكشمش الأبيض في الواقع صنفًا أبيض من الكشمش الأحمر ولكن يتم تسويقه كثمرة مختلفة.

## استخدامات الطهي
نادرًا ما يتم تحديد الكشمش الأبيض في وصفات الطبخ اللذيذة مقارنة بنظرائه ذوي اللون الحمراء. غالبًا ما يتم تقديمه خام حيث يعطي نكهة لاذعة حلوة المذاق. يمكن أيضًا إنتاج الكشمش الأبيض في صورة معلبات، وهلام، ونبيذ، ومشروبات. على وجه الخصوص، يعد الكشمش الأبيض المكون التقليدي في بار لو دوك (Bar-le-duc jelly) عالي الحفظ أو هلام لورين (Lorraine jelly) على الرغم من إمكانية العثور على المستحضرات المصنوعة من الكشمش الأحمر.

## معلومات أخرى
تكون شجيرات الكشمش في أفضل حالها في أشعة الشمس الجزئية والكلية. فهي نباتات منخفضة البقاء نسبيًا، ويمكن أيضًا أن تستخدم في الزخرفة.
وتعتبر حبات التوت مصدرًا جيدًا لفيتامينات بي1، وسي، كما أنها غنية بـ الحديد، والنحاس، والمنغنيز.

## وصلات خارجية
- http://recipes.wikia.com/wiki/White_currant
- http://www.thegardenguides.com/how-to/tipstechniques/fruitnuts/currants.asp
- http://www.crfg.org/pubs/ff/currants.html نسخة محفوظة 25 أكتوبر 2018 على موقع واي باك مشين.